# Nokia 3310
Ne doit pas être confondu avec Nokia 3310 (2017).

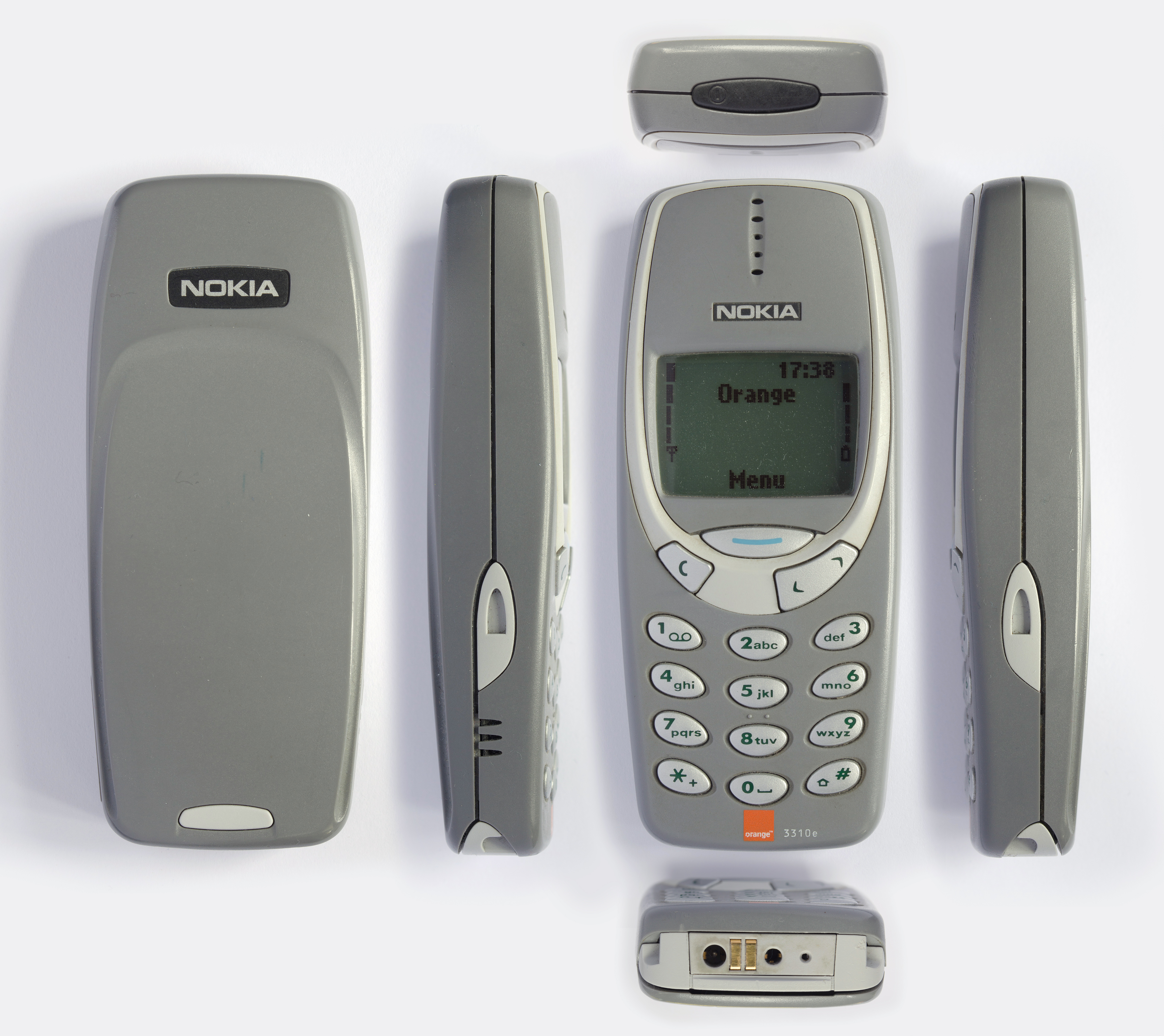
Nokia 3310

Le Nokia 3310 est un téléphone bi-bande GSM 900/1800. Il est sorti le 12 octobre 2000 en remplacement du Nokia 3210. Ce téléphone a été extrêmement populaire : environ 126 millions d'exemplaires ont été écoulés jusqu'à son retrait du marché, ce qui en fait un des téléphones mobiles les plus vendus au monde après le 3210.
Un certain nombre de variantes sont sorties telles que les Nokia 3315, 3320, 3330, 3350, 3360, 3390 et 3395.
Le 3310 fait, en 2017, l'objet d'une réédition par Nokia (la startup HMD disposant partiellement des droits de la marque)
,. La nouvelle version du Nokia 3310 a été annoncée au Mobile World Congress 2017 à Barcelone.

## Design
Le 3310 est un téléphone compact et pèse 133 grammes. De forme ovale en anse de panier, il tient dans la paume d'une main. Son écran monochrome affiche 84 × 48 pixels. Ce téléphone a été très apprécié pour sa grande robustesse et sa résistance aux chocs. Il en est pour cela devenu un mème internet.
Les boutons peuvent être actionnés avec le pouce. Le bouton bleu, qui est le bouton principal, permet de choisir les options, et le bouton « C » de retourner en arrière ou de quitter l'application. On trouve des boutons qui permettent de naviguer vers le haut et vers le bas, avec deux flèches qui indiquent la direction. Le bouton « Marche/Arrêt/Profil » est un bouton noir situé sur le dessus du téléphone.

## Fonctions
Le 3310 est connu pour incorporer beaucoup de fonctions. Celles-ci incluent beaucoup d'outils, tels qu'une calculatrice, un chronomètre et une fonction de rappel. Il a quatre jeux, Snake II, Pair II, Space Impact, et Bantumi. Il était populaire pour les SMS car il offre la possibilité d'envoyer de longs messages ayant le double de la taille d'un SMS standard. Le téléphone a également la possibilité de composer des numéros à la voix pour la composition rapide du numéro.

## Personnalisation
Le Nokia 3310 peut être adapté aux besoins du propriétaire grâce à des coques interchangeables dont il existe des milliers de modèles différents. Il a également plus de 35 sonneries incorporées et prévoit de la place en mémoire pour sept tonalités faites soi-même. Celles-ci peuvent être téléchargées, ou peuvent être composées par l'utilisateur en employant le compositeur. Le téléphone a différents « Profils » qui peuvent ajuster le téléphone sur différents ensembles de préférences. Par exemple, l'appareil possède un mode silencieux permettant que le téléphone ne sonne pas lorsque la personne est appelée. Des diaporamas d'images peuvent servir d'économiseur d'écran en utilisant les images reçues dans les messages.

## Variantes
La version asiatique du 3310, numérotée 3315 a quelques dispositifs additionnels :
- Un éditeur d'image pour éditer les images intégrées dans les SMS et dans les économiseurs d'écran du téléphone
- Profils synchronisés
- La possibilité d'employer une sonnerie d'appel comme tonalité de réception SMS
- La correction de certains bugs du 3310

Nokia 3330 était le 3310 avec la possibilité de lire une page WAP, économiseurs d'écran animés et un jeu supplémentaire appelé « Bumper ». Il a également les possibilités de télécharger des niveaux supplémentaires de jeux via le WAP (Snake II, Bumper, Space Impact).
Une version seulement apparue en Asie, connue sous le nom de Nokia 3350, était basée sur le 3330 déjà amélioré avec le WAP. Il possédait en plus une alerte vibrante, des économiseurs d'écran animés inclus par défaut, Navi-Key bi-directionnelle, calendrier lunaire chinois et un écran 96x65-pixel. Des coques arrières de ce modèle comportent une place pour ajouter une photo.
Il y a deux variantes nord-américaines :
- le Nokia 3390 qui est tribande,
- le Nokia 3395 qui est une version mise à jour des 3390 incluant les mises à jour du 3315.

## Usage actuel
Les vieux Nokia 3310 (qui sont souvent disponibles pour une fraction de leur prix original) sont fréquemment cherchés par des amateurs pour leurs écrans. Ce sont des écrans à cristaux graphiques avec une définition de 84×48, incluant un contrôleur de Philips PCD8544 qui est facilement commandé en utilisant un port SPI.

## Phénomène internet
En raison de sa robustesse, le Nokia 3310 est devenu un mème internet, au point d'y être considéré comme la définition même de l'indestructibilité. Il est souvent associé à des cratères où le téléphone serait tombé, ou encore à d'importants dégâts qu'auraient subis des objets après un choc avec le Nokia 3310.